# 石花酸
石花酸（英語：Sekikaic acid）是一种从地衣中提取得到的缩酚酸类化合物。其最初从树花属的石树花（Ramalina sekika）中提取得到，同时其他树花属地衣以及石蕊属地衣均含有石花酸。此外在癞屑衣属的Lepraria sekikaica地衣中也发现了石花酸，是除树花属和石蕊属之外的一个罕见特例。
在这些地衣体内代谢产生石花酸过程中，同时有4'O-去甲石花酸（4'O-demethylsekikaic acid） 和高石花酸（homosekikaic acid）等伴生产物生成。

## 性质
石花酸纯品为无色直角棱柱状或菱片状晶体，熔点为150-151°C。其作为一种酚类物质，其乙醇溶液可以与三氯化铁显紫色。其紫外吸收光谱有三个最大吸收峰，分别为219、263和303 nm。
研究证明石花酸具有多种生物活性，包括抗氧化活性、抑制α-葡萄糖苷酶和α-淀粉酶活性以及降血糖血脂作用。此外其对人类呼吸道合胞病毒也有显著抑制作用，且效果优于标准抗病毒药物利巴韦林。